# Seznam dílů seriálu Slepá justice
Toto je seznam dílů seriálu Slepá justice. V Česku jej premiérově vysílala TV Nova.

## Přehled řad
| Řada | Díly | Premiéra v USA | Premiéra v USA  | Premiéra v ČR | Premiéra v ČR |
| Řada | Díly | První díl      | Poslední díl    | První díl     | Poslední díl  |
| ---- | ---- | -------------- | --------------- | ------------- | ------------- |
| 1    | 13   | 8. března 2005 | 21. června 2005 | 6. srpna 2008 | 1. října 2008 |

## Seznam dílů
| Č. v seriálu | Původní název   | Český název         | Režie         | Scénář                                                                                          | Premiéra v USA  | Premiéra v ČR  |
| ------------ | --------------- | ------------------- | ------------- | ----------------------------------------------------------------------------------------------- | --------------- | -------------- |
| 1            | Pilot           | Návrat              | Gary Fleder   | námět: Steven Bochco, Matt Olmstead a Nicholas Wootton scénář: Nicholas Wootton a Matt Olmstead | 8. března 2005  | 6. srpna 2008  |
| 2            | Four Feet Under | Metr pod zemí       | Gary Fleder   | Nicholas Wootton                                                                                | 15. března 2005 | 8. srpna 2008  |
| 3            | Rub a Tub Tub   | Mulligan            | Gary Fleder   | Matt Olmstead                                                                                   | 22. března 2005 | 13. srpna 2008 |
| 4            | Up on the Roof  | Na střeše           | John Badham   | Elwood Reid                                                                                     | 29. března 2005 | 15. srpna 2008 |
| 5            | Marlon's Brando | Á la Kmotr          | Jeremy Kagan  | Michael Oates Palmer                                                                            | 5. dubna 2005   | 20. srpna 2008 |
| 6            | Seoul Man       | Hanba a čest        | Bobby Roth    | Russell Gewirtz                                                                                 | 12. dubna 2005  | 22. srpna 2008 |
| 7            | Leap of Faith   | Důvěra              | Michael Apted | Nicholas Wootton                                                                                | 19. dubna 2005  | 27. srpna 2008 |
| 8            | Past Imperfect  | Neuzavřená minulost | Guy Ferland   | Matt Olmstead                                                                                   | 26. dubna 2005  | 29. srpna 2008 |
| 9            | In Your Face    | Rána do tváře       | John Badham   | Michael Oates Palmer                                                                            | 3. května 2005  | 3. září 2008   |
| 10           | Doggone         | Den pod psa         | Bobby Roth    | Russell Gewirtz                                                                                 | 10. května 2005 | 10. září 2008  |
| 11           | Dance with Me   | Smím prosit?        | John Hyams    | Nicholas Wootton a Matt Olmstead                                                                | 17. května 2005 | 17. září 2008  |
| 12           | Under the Gun   | Nůž na krku         | Rick Wallace  | Matt Olmstead a Nicholas Wootton                                                                | 31. května 2005 | 24. září 2008  |
| 13           | Fancy Footwork  | Poslední zápas      | Bobby Roth    | Nicholas Wootton a Matt Olmstead                                                                | 21. června 2005 | 1. října 2008  |